# Dasse
Dasse is een Belgisch historisch merk van tricars, auto's, brandweerauto's, autobussen en vrachtauto's.
De bedrijfsnaam was: Gérard Dasse, Verviers, rue de Dison.
Gérard Dasse was een technicus die zich toelegde op elektrische installaties en loodgieten. Samen met zijn zonen Armand en Yvan bouwde hij in 1894 een eerste tricar, met een horizontale 2½ pk-motor. De machine had één voor- en twee achterwielen. Bij de volgende, die in 1895 of 1897 werd gemaakt, was het andersom. De tweede machine volgde dus meer de lijnen die Léon Bollée had uitgezet.Deze tricar van Dasse was watergekoeld.
In 1896 werd een quadricycle gebouwd, en in 1898 weer een tricar (dit was de eerste die verkocht werd).
Dasse zou zich tot ca. 1930 echter bezighouden met de productie van auto's, brandweerauto's, autobussen en vrachtauto's.